# Sophie Arnould
Ma(g)deleine Sophie Arnould, także Arnoult (ur. 13 lutego 1740 w Paryżu, zm. 22 października 1802 tamże) – francuska śpiewaczka, sopran.

## Życiorys
Otrzymała staranne wykształcenie, uczyła się włoskiego i łaciny. Śpiewu uczyła się u Marie Fel i Hippolyte Clairon. Była faworytą madame Pompadour i rodziny królewskiej. Od 1757 do 1778 roku występowała na deskach Opéra de Paris. Śpiewała w operach takich kompozytorów jak Jean-Philippe Rameau, François Francœur i Pierre-Alexandre Monsigny. Zasłynęła przede wszystkim jako odtwórczyni ról tytułowych w operach Christopha Willibalda Glucka Orfeusz i Eurydyka oraz Ifigenia w Aulidzie.
Obracała się w kręgach paryskich elit. Po wycofaniu się ze sceny otrzymała pensję w wysokości 2 tysięcy liwrów. Była matką trojga nieślubnych dzieci hrabiego de Lauragais. Jej życie stało się źródłem licznych anegdot i opowieści, stanowiło inspirację dla opery Gabriela Piernégo Sophie Arnould (1927).